# Black or White
"Black or White" là một bài hát của nghệ sĩ thu âm người Mỹ Michael Jackson nằm trong album phòng thu thứ tám của ông, Dangerous (1991). Nó được phát hành vào ngày 11 tháng 11 năm 1991 bởi Epic Records như là đĩa đơn đầu tiên trích từ album. Bài hát được viết lời và sản xuất bởi Jackson và Bill Bottrell, trong đó Bottrell cũng tham gia góp giọng phần rap với nghệ danh L.T.B., bên cạnh sự tham gia hỗ trợ từ guitar chính của thành viên nhóm Guns N' Roses là Slash. Đây là đĩa đơn đầu tiên trong sự nghiệp của Jackson không có sự tham gia sản xuất sau nhiều năm từ Quincy Jones, người đã đồng ý kết thúc mối quan hệ hợp tác kể từ album phòng thu trước, Bad (1987). "Black or White" là sự kết hợp giữa nhiều thể loại âm nhạc như R&B, pop rock, hip hop và new jack swing mang nội dung như là một tiếng nói cho sự bình đẳng của mọi chủng tộc trên thế giới, trong đó Jackson nhấn mạnh "mọi thứ đều chẳng ảnh hưởng gì dù bạn là người da đen hay da trắng", và tiếp nối một chuỗi những bài hát liên quan đến chủ đề ý thức xã hội và nhân quyền từng được nam ca sĩ thể hiện, sau "We Are the World" và "Man in the Mirror".
Sau khi phát hành, "Black or White" nhận được những phản ứng tích cực từ các nhà phê bình âm nhạc, trong đó họ đánh giá cao chất giọng của Jackson cũng như quá trình sản xuất của nó, đồng thời gọi đây là một điểm nhấn nổi bật từ Dangerous. Bài hát còn chiến thắng nhiều giải thưởng và đề cử tại những lễ trao giải lớn, bao gồm chiến thắng Giải thưởng âm nhạc Billboard năm 1992 cho Đĩa đơn số một thế giới và một đề cử giải Grammy cho Trình diễn giọng pop nam xuất sắc nhất tại lễ trao giải thường niên lần thứ 35. "Black or White" đã giúp Jackson tiếp tục khẳng định vị thế của mình trong ngành công nghiệp âm nhạc vào thập niên 1990, đứng đầu ở hầu hết những bảng xếp hạng nó xuất hiện, trong đó bao gồm nhiều thị trường lớn như Úc, Canada, Pháp, Ý, New Zealand, Thụy Điển, Thụy Sĩ và Vương quốc Anh, và lọt vào top 5 ở tất cả những quốc gia còn lại. Tại Hoa Kỳ, nó đạt vị trí số một trên bảng xếp hạng Billboard Hot 100 trong bảy tuần liên tiếp, trở thành đĩa đơn quán quân thứ 12 của Jackson tại đây. Ngoài ra, bài hát lúc bấy giờ còn phá vỡ kỷ lục về khoảng thời gian vươn đến ngôi vị số một nhanh nhất trong 22 năm và cùng với đĩa đơn năm 1982 "Billie Jean" trở thành đĩa đơn có số tuần trụ vững ở vị trí quán quân lâu nhất trong sự nghiệp của ông.
Video ca nhạc cho "Black or White" được đạo diễn bởi John Landis, người trước đó từng hợp tác với Jackson trong video ca nhạc Thriller, và được công chiếu vào ngày 14 tháng 11 năm 1991. Nội dung video mang ý nghĩa tương tự như lời bài hát, trong đó Jackson trình diễn nó ở nhiều bối cảnh tượng trưng cho nhiều nền văn hóa khác nhau, bên cạnh sự tham gia diễn xuất từ Macaulay Culkin, Tess Harper, George Wendt và Tyra Banks. Video đã ngay lập tức nhận được nhiều lượt yêu cầu phát sóng trên những kênh truyền hình như Fox, MTV, VH1 và BET, cũng như nhận được một đề cử tại Giải Video âm nhạc của MTV năm 1992 ở hạng mục Kĩ xảo xuất sắc nhất. Ngoài ra, nó còn nắm giữ một Kỷ lục Guinness Thế giới cho Video có lượng người xem ra mắt lớn nhất mọi thời đại với hơn 500 triệu người xem ở hơn 27 quốc gia. Tuy nhiên, bốn phút cuối của bản gốc đã vấp phải nhiều tranh cãi liên quan đến nội dung, khiến Jackson phải xin lỗi và phần này cũng bị cắt khi được phát sóng sau này.
Để quảng bá bài hát, Jackson đã trình diễn "Black or White" trên nhiều chương trình truyền hình và lễ trao giải lớn, bao gồm Lễ kỷ niệm 10 năm của MTV và Buổi diễn giữa hiệp Super Bowl XXVII, cũng như trong tất cả những chuyến lưu diễn của ông như Dangerous World Tour (1992-93) và HIStory World Tour (1996-1997). Nó cũng xuất hiện trong nhiều album tổng hợp của nam ca sĩ, bao gồm Greatest Hits: HIStory, Volume I (2001), Number Ones (2003), The Essential Michael Jackson (2005), King of Pop (2008) và Michael Jackson's This Is It (2009). Kể từ khi phát hành, "Black or White" đã được hát lại và sử dụng làm nhạc mẫu bởi nhiều nghệ sĩ, như "Weird Al" Yankovic, Chris Brown, Adam Lambert, Far East Movement và dàn diễn viên của Glee.

## Tổng quan
'"Black or White" được viết lời và sản xuất bởi Michael Jackson và Bill Bottrell, và được chọn làm đĩa đơn mở đường cho Dangerous (1991). Một phiên bản khác của bài hát, lần đầu tiên được nghe bởi các giám đốc điều hành của Sony trên một chuyến máy bay đến Neverland, được phát hành như là track thứ ba của đĩa đơn quảng bá. Nó bắt đầu được quảng bá trên các đài phát thanh trong tuần đầu tháng 11 năm 1991 tại New York và Los Angeles. "Black or White" đã được chính thức phát hành một tuần sau, vào ngày 11 tháng 11 năm 1991. Bài hát có các yếu tố của dance, rap và hard rock cũng như tiếng guitar của Bill Bottrell. Bài hát này được chơi chủ yếu trong phím E. Giọng hát của Jackson được kéo dài từ E4 để B5, với ước tính khoảng 126 nhịp mỗi phút.

## Đón nhận
Để kích thích sự tò mò của khán giả trước video ca nhạc của "Black or White", 2 ngày trước khi phát hành video, Epic Records đã phát hành bài hát (không có hình ảnh kèm theo) trên các đài phát thanh. Trong khoảng thời gian 24 giờ, "Black or White", theo hãng thu âm là "một ca khúc rock 'n roll về sự hòa hợp chủng tộc", đã được thêm vào danh sách nhạc của 96% trong tổng số 237 trạm phát thanh của Top 40 trạm phát hành Hoa Kỳ trong ngày đầu tiên phát hành.
"Black or White" lọt vào bảng xếp hạng Billboard Hot 100 ở vị trí thứ 35. Một tuần sau bài hát tăng vọt lên vị trí thứ 3 và trong tuần thứ ba của mình, vào ngày 7 tháng 12 năm 1991, nó đã leo lên vị trí số 1, khiến nó trở thành bài hát leo lên vị trí quán quân nhanh nhất trên bảng xếp hạng này kể từ "Get Back" của The Beatles cũng đạt thành tích tương tự vào năm 1969. "Black or White" kết thúc năm tại vị trí số 1, và vẫn ở phía trên vào năm 1992 với tổng cộng 7 tuần, giúp Michael Jackson trở thành nghệ sĩ đầu tiên có đĩa đơn quán quân ở 3 thập niên 1970, 1980 và 1990. Tại Anh, Jackson trở thành đĩa đơn đầu tiên của 1 nghệ sĩ người Mỹ quán quân trong tuần đầu tiên kể từ năm 1960, khi It's Now or Never" bởi Elvis Presley làm được điều tương tự. Trên khắp thế giới, "Black or White" đạt vị trí số một tại 19 quốc gia, bao gồm Hoa Kỳ, Anh, Canada, México, Cuba, Zimbabwe, Úc, New Zealand, Áo, Bỉ, Đan Mạch, Phần Lan, Pháp, Israel, Ý, Na Uy, Tây Ban Nha, Thụy Điển, Thụy Sĩ và bảng xếp hạng các đĩa đơn châu Âu, cũng như đạt vị trí thứ 2 ở Đức và thứ 3 ở Hà Lan. Đĩa đơn được chứng nhận bạch kim bởi Hiệp hội Công nghiệp ghi âm Mỹ (RIAA), công nhận 1 triệu bản đã được tiêu thụ và trở thành đĩa đơn bán chạy thứ hai trong năm.

## Phiên bản phối lại
Phiên bản remix của Clivillés & Cole cho "Black or White", phát hành như một đĩa đơn quảng bá vào năm 1992, tại nhiều nước châu Âu. Tại Anh, nó đạt đến số 14, và ở Ireland, số 11. Đĩa đơn này đã lên đến đỉnh điểm tại số 18 ở Úc một cách đầy ngạc nhiên. Mặc dù phản ứng ở châu Âu không được thuận lợi, không bao giờ bao gồm trong album tuyển tập hit của Jackson, ngoại trừ trên đĩa 3 của phiên bản tại Pháp & Anh của album King of Pop (2008).

## Video ca nhạc

### Tóm tắt
Vài phút đầu của video giới thiệu bài hát, một cậu bé (Macaulay Culkin) nghe nhạc quá to vào buổi đêm và bị người cha (George Wendt) cảnh cáo và bắt về giường ngủ. Cậu bé phản đối lại ý kiến của cha bằng cách đẩy những chiếc loa với âm lượng rất to bên cạnh ghế của người cha, chỉnh tới nút rất to và đeo kính râm cùng với chiếc găng tay và chơi guitar rất to khiến người cha bị bật ra khỏi nhà. Mẹ của cậu bé (Peggy Lipton) nói rằng cha cậu sẽ rất tức giận khi ông quay về đây. Khi người cha bị bay đến tận Châu Phi, Jackson bắt đầu xuất hiện và trình diễn bài hát.
Trong quá trình của video có sự góp mặt của các diễn viên của các châu lục khác nhau như Indonesia, một người phụ nữ đến từ Ấn Độ và nhóm người đến từ Nga. Sau đó Jackson đi xuyên qua bức tường lửa với câu hát "I ain't scared of no sheets; I ain't scared of nobody", sau đó chuyển tới đoạn rap của Culkins và một vài đứa trẻ khác. Nhưng giọng rap của không phải của cậu mà là nhép, nghĩa là dùng giọng của người khác. Cuối bài hát, có hình ảnh chuyển đổi một vài người (giống như một "talking heads").

### Tranh cãi
Bốn phút cuối của video này lại gây ra rất nhiều những tranh cãi không đáng có. Jackson xuất hiện dưới dạng một con báo đen và đi ra ngoài giống như trong cảnh của "Billie Jean", và bắt đầu nhảy giống như vậy. Sau đó, ông tiến tới một khu phố vắng và sờ soạng vào những chỗ kín, sau đó lại kéo khóa quần lên. Tiếp đến ông phá hoại nhà cửa và ô tô liên hồi được ghi những chữ như thể hiện sự phân biệt chủng tộc: "KKK Rules", "Nigger Go Home", "Hitler Lives" và "No More Wetbacks". Jackson xé toạc áo khi ngã vào vũng nước và ném thứ gì đó làm cho biển đèn nổ tung, cuối cùng là ông trở lại nguyên hình là một con báo đen. Ngay sau đó chuyển đến cảnh gia đình Simpsons với cậu con trai Bart mặc áo đen mang chữ trắng "Michael Jackson" xem đoạn video này và bị bố Homer tắt phụt đi.
Ngay sau khi nhận những phản ứng khá nặng nề của giới báo chí, Jackson đã xin lỗi về những hành động kỳ quặc khó hiểu của mình, đồng thời buộc phải cắt đoạn này để thoát khỏi lệnh cấm chiếu, cho tới tận bây giờ, đoạn phim đó chỉ được phát ở trong đĩa DVD. Đoạn video được xếp vào "Video âm nhạc gây tranh cãi nhiều nhất".

## Danh sách bài hát
| - Đĩa CD maxi 1. "Black or White" (bản đĩa đơn) – 3:22 2. "Black or White" (bản không lời) – 3:22 3. "Smooth Criminal" – 4:13 - Đĩa 7" và CD 3" 1. "Black or White" (bản đĩa đơn) – 3:22 2. "Black or White" (bản không lời) – 3:22 - Đĩa 12" 1. "Black or White" (The Clivilles & Cole House/Club Mix) – 7:36 2. "Black or White" (The Clivilles & Cole House/Dub Mix) – 6:34 3. "Black or White" (House với Guitar Radio Mix) – 3:53 4. "Black or White" (bản đĩa đơn) – 3:22 5. "Black or White" (bản không lời) – 3:22 6. "Black or White" (Tribal Beats) – 3:38 | - The Clivillés & Cole Remixes 1. "Black or White" (The Clivillés & Cole House / Club Mix) – 7:36 2. "Black or White" (The Clivillés & Cole House / Dub Mix) – 6:34 3. "Black or White" (The Underground Club Mix) – 7:29 4. "Black or White" (House With Guitar Radio Mix) – 3:53 5. "Black or White" (Tribal Beats) – 3:38 - Đĩa quảng cáo PAL VHS ở Anh quốc 1. "Black or White" (bản mở rộng) (video ca nhạc) - 6:23 - Đĩa đơn Visionary (CD) 1. "Black or White" (bản đĩa đơn) – 3:22 2. "Black or White" (Clivillés & Cole House Guitar Radio Mix) – 3:53 - Đĩa đơn Visionary (DVD) 1. "Black or White" (video ca nhạc) – 11:00 |

## Danh sách những bản phối chính thức của bài hát
1. Bản album – 4:17
2. Bản đĩa đơn – 3:22
3. Không lời – 3:22
4. Clivillés & Cole House/Club Mix - 7:32
5. Clivillés & Cole Radio Mix – 3:33
6. Clivillés & Cole House w/Guitar Radio Mix – 3:50
7. Underground Club Mix

## Xếp hạng
| Bảng xếp hạng (1991–92)                          | Vị trí cao nhất |
| ------------------------------------------------ | --------------- |
| Úc (ARIA)                                        | 1               |
| Áo (Ö3 Austria Top 40)                           | 2               |
| Bỉ (Ultratop 50 Flanders)                        | 1               |
| Canada (RPM)                                     | 1               |
| Canada Adult Contemporary (RPM)                  | 3               |
| Đan Mạch (Tracklisten)                           | 1               |
| Châu Âu (European Hot 100 Singles)               | 1               |
| Phần Lan (Suomen virallinen lista)               | 1               |
| Pháp (SNEP)                                      | 1               |
| Đức (Official German Charts)                     | 2               |
| Ireland (IRMA)                                   | 1               |
| Ý (FIMI)                                         | 1               |
| Hà Lan (Dutch Top 40)                            | 3               |
| Hà Lan (Single Top 100)                          | 2               |
| New Zealand (Recorded Music NZ)                  | 1               |
| Na Uy (VG-lista)                                 | 1               |
| Tây Ban Nha (AFYVE)                              | 1               |
| Thụy Điển (Sverigetopplistan)                    | 1               |
| Thụy Sĩ (Schweizer Hitparade)                    | 1               |
| Anh Quốc (OCC)                                   | 1               |
| Hoa Kỳ Billboard Hot 100                         | 1               |
| Hoa Kỳ Adult Contemporary (Billboard)            | 23              |
| Hoa Kỳ Dance Club Songs (Billboard)              | 2               |
| Hoa Kỳ Hot R&B/Hip-Hop Songs (Billboard)         | 3               |
| Bảng xếp hạng (1992) (Clivilles & Coles Remixes) | Vị trí cao nhất |
| Úc (ARIA)                                        | 18              |
| Ireland (IRMA)                                   | 11              |
| Anh Quốc (OCC)                                   | 14              |

| Bảng xếp hạng (1991)                 | Vị trí |
| ------------------------------------ | ------ |
| Australia (ARIA)                     | 34     |
| Italy (FIMI)                         | 3      |
| Japan (Tokyo Hot 100)                | 31     |
| Netherlands (Dutch Top 40)           | 89     |
| Netherlands (Single Top 100)         | 68     |
| New Zealand (Recorded Music NZ)      | 19     |
| Norway Autumn Period (VG-lista)      | 2      |
| UK Singles (Official Charts Company) | 13     |
| Bảng xếp hạng (1992)                 | Vị trí |
| Australia (ARIA)                     | 83     |
| Austria (Ö3 Austria Top 40)          | 23     |
| Belgium (Ultratop 50 Flanders)       | 58     |
| Canada (RPM)                         | 37     |
| Canada Adult Contemporary (RPM)      | 50     |
| Denmark (Tracklisten)                | 25     |
| Europe (European Hot 100 Singles)    | 8      |
| Germany (Official German Charts)     | 12     |
| Japan (Tokyo Hot 100)                | 31     |
| Netherlands (Dutch Top 40)           | 137    |
| Switzerland (Schweizer Hitparade)    | 14     |
| US Billboard Hot 100                 | 14     |
| US Hot R&B/Hip-Hop Songs (Billboard) | 62     |
| US Hot Dance Club Songs (Billboard)  | 36     |

| Bảng xếp hạng (1990–1999)      | Xếp hạng |
| ------------------------------ | -------- |
| Belgium (Ultratop 50 Flanders) | 77       |
| US Billboard Hot 100           | 39       |

## Chứng nhận
| Quốc gia | Chứng nhận  | Số đơn vị/doanh số chứng nhận |
| --- | ----------- | ----------------------------- |
| Úc (ARIA) | 2× Bạch kim | 140.000^                      |
| Canada (Music Canada) | Vàng        | 50.000^                       |
| Đan Mạch (IFPI Đan Mạch) | Bạch kim    | 90.000‡                       |
| Pháp (SNEP) | Bạc         | 125.000*                      |
| Đức (BVMI) | Vàng        | 250.000^                      |
| Ý (FIMI) | Vàng        | 35.000‡                       |
| Nhật Bản (RIAJ) Nhạc chuông toàn bài | Vàng        | 100.000*                      |
| New Zealand (RMNZ) | Bạch kim    | 10.000*                       |
| Tây Ban Nha (PROMUSICAE) | Vàng        | 30.000‡                       |
| Anh Quốc (BPI) Đĩa vật lý | Bạc         | 200.000^                      |
| Anh Quốc (BPI) Nhạc số | Bạch kim    | 600.000‡                      |
| Hoa Kỳ (RIAA) | 3× Bạch kim | 3.000.000‡                    |
| * Chứng nhận dựa theo doanh số tiêu thụ. ^ Chứng nhận dựa theo doanh số nhập hàng. ‡ Chứng nhận dựa theo doanh số tiêu thụ và phát trực tuyến. |             |                               |